# Album 1700
Album 1700 es el séptimo álbum de estudio del trio estadounidense de música folk, Peter, Paul and Mary, publicado en 1967. El álbum alcanzó la posición #15 en el Billboard 200 y fue nominada por un Premio Grammy en la categoría de mejor interpretación de folk. Album 1700 fue nombrado así debido a que su número de catálogo fuera W-1700 en su lanzamiento en mono y WS-1700 para su versión en estéreo.
La canción "I'm in Love with a Big Blue Frog" fue escrita por Leslie Braunstein, el cual fue el vocalista principal de la banda Soft White Underbelly, en la que más tarde se convertiría en Blue Öyster Cult. La canción se convirtió en un libro para niños y fue interpretada por Willio y Phillio para el álbum de Disney.

## Diseño de portada
La portada fue inspirada por un póster para la película Bonnie and Clyde que mostraba a la pandilla sosteniendo ametralladoras. Fue tomada en 70 Bedford Street, Greenwich Village, New York.

## Lista de canciones
| Lado uno |                                          |                         |          |  |
| N.º      | Título                                   | Escritor(es)            | Duración |  |
| 1.       | «Rolling Home»                           | Eric Andersen           | 3:31     |  |
| 2.       | «Leaving on a Jet Plane»                 | John Denver             | 3:27     |  |
| 3.       | «Weep for Jamie»                         | Peter Yarrow            | 4:12     |  |
| 4.       | «No Other Name»                          | Paul Stookey            | 2:31     |  |
| 5.       | «The House Song»                         | Stookey, Robert Bannard | 4:18     |  |
| 6.       | «The Great Mandella (The Wheel of Life)» | Yarrow                  | 4:43     |  |

| Lado dos |                                    |                                             |          |  |
| N.º      | Título                             | Escritor(es)                                | Duración |  |
| 1.       | «I Dig Rock and Roll Music»        | Stookey, James Mason, Dave Dixon            | 2:31     |  |
| 2.       | «If I Had Wings»                   | Yarrow, Susan Yardley                       | 2:22     |  |
| 3.       | «I'm in Love with a Big Blue Frog» | Leslie Braunstein                           | 2:08     |  |
| 4.       | «Whatshername»                     | Stookey, Dixon, Richard Kniss               | 3:27     |  |
| 5.       | «Bob Dylan's Dream»                | Bob Dylan                                   | 4:01     |  |
| 6.       | «The Song Is Love»                 | Dixon, Kniss, Stookey, Yarrow, Mary Travers | 2:44     |  |

## Créditos
Créditos adaptados desde las notas del álbum.
Peter, Paul and Mary
- Peter Yarrow – voz principal y coros, guitarra de doce cuerdas (2, 3)
- Paul Stookey – coros, voz principal (10), guitarra de doce cuerdas (1, 5, 12)
- Mary Travers – coros, voz principal (4)

Músicos adicionales
- Howard Collins – guitarra
- Paul Griffin – órgano (3)
- Morris Wechslier – piano
- Harvey Brooks – bajo eléctrico
- Richard Kniss – bajo eléctrico (10)
- Russ Savakus – bajo eléctrico
- Paul Butterfield – armónica (1)
- Chuck Beale – guitarra
- Adam Mitchell – guitarra
- Denny Gerrard – bajo eléctrico
- Skip Prokop – batería
- Gene Bertoncini – guitarra (5)
- Karl Herreshoff – guitarra (5)
- John Beal – bajo eléctrico (5)
- Gene Murrow – corno inglés (5)
- Paul Winter – saxofón (5)
- Virgil Scott – flauta alta (5)
- Richard Bock – violonchelo (5)

Personal técnico
- Milt Okun – productor
- Phil Ramone – ingeniero de sonido
- Don Hahn – mezclas adicionales

## Posicionamiento
| Gráficas (1967)                | Pico de posición |
| ------------------------------ | ---------------- |
| Estados Unidos (Billboard 200) | 15               |